# Rio Santee
O rio Santee é um rio que percorre a parte sudeste-central do estado da Carolina do Sul, nos Estados Unidos. Flui no sentido noroeste-sudeste até ao oceano Atlântico após percorrer 230 km, embora com as suas fontes o sistema Santee-Wateree-Catawba alcance os 705 km de comprimento. O rio Santee é o segundo maior na costa oriental dos Estados Unidos (apenas atrás do rio Susquehanna) em área drenada e caudal.
Foi represado para formar a barragem Marion, a qual está ligada por via navegável (lago Moultrie e rio Cooper) até Charleston. A totalidade do sistema aquífero e a mais importante via fluvial e origem de energia hidroelétrica da Carolina do Sul.